# Gérard Lenorman
Gérard Lenorman (ur. 9 lutego 1945 w Bénouville) – francuski wokalista, popularny w latach 70. i 80. XX wieku.
Urodził się 9 lutego 1945 roku w Bénouville jako syn Madeleine Lenormand i nieznanego żołnierza niemieckiego. Karierę rozpoczął w końcu lat 60. XX wieku. W 1988 roku bez powodzenia startował w Konkursie Piosenki Eurowizji z piosenką „Chanteur de charme”, z którą zajął 10. miejsce. W 2007 roku wydał autobiografię zatytułowaną Je suis né à vingt ans (Urodziłem się w wieku 20 lat).
Wziął udział w nagraniu singla charytatywnego „Je reprends ma route” wspierającego organizację UNITAID, który ukazał się 24 września 2012, wykonanego przez formację Les Voix de l'enfant (Głos dziecka) w towarzystwie takich wykonawców jak Quentin Mosimann, Matt Pokora, Emmanuel Moire, Joyce Jonathan, Marie Myriam, Florent Mothe, Mikelangelo Loconte, Pedro Alves, Merwan Rim i Yannick Noah.

## Dyskografia

### Albumy
| - Gérard Lenorman (1969) - Si les murs pouvaient parler - Cœur aux nuages - Apocalypse - La fille de paille - Sueva - Où vais-je aller - Laissez entrer le soleil - Je partirai - J'ai besoin d'exil - Le radeau - Les matins d'hiver (1972) - Il - De toi - La fête des fleurs - Plus de soleil (au lever du jour) - Le petit prince - Rien n'est plus beau - Les matins d'hiver - Le chemin - Les jours heureux - N'en parlez pas - Waterloo - Love song (à la tombée du jour) - Quelque chose et moi (1974) - Sur les quais - Comme une rose noire - Sans poulies, ni ficelles - Je n'ai jamais rencontré Dieu - Quand on n'aime pas - Quelque chose et moi - Soldats, ne tirez pas ! - Je voudrais devenir berger - Le bal des au revoir - Je viens vers toi - Si tu n'me laisses pas tomber - Quand une foule crie bravo - Caroline (1975) - Caroline - Venus ou bien Venise - Sur le chemin de la vie - La fille que j'aime - On pourra partir - Et moi je chante - La belle et la bête - Une petite fille modèle - Marie - Je vous écris - Bonjour les petits enfants - Olympia 75 (1975) - Sur les quais - Le petit Prince - Le magicien - Comme une rose noire - Les jours heureux - Soldats ne tirez pas - Au-delà des rêves - Les matins d'hiver - Le petit lapin - Sur le chemin de la vie - Quelque chose et moi - La fête des fleurs - Le funambule - Je vous écrit - Marie - Ailleurs - Il - La Fanette - La belle et la bête - La parade - La ballade des gens heureux - Si tu ne me laisse pas tomber - La mort du cygne - Et moi je chante - Drôles de chansons (1976) - Comme une chanson bizarre - S'il vous plaît les nuages - Les cathédrales - Le temps - Gentil dauphin triste - Voici les clés - Invitation à la mort - Sous d'autres latitudes - Michèle - Et puis lentement - Drôle de chanson | - Noëls du monde (1976) - Au-delà des rêves (1977) - Nostalgies (1978) - Boulevard de l'océan (1979) - Olympia 79 (1979) - La clairière de l'enfance (1980) - ... D'amour (1981) - La petite valse - Chanson d'innocence - Amour de pluie - J'voulais seulement être un artiste - ...d'amour - L'amour guerrier - Dernière image - Aventurière des aventuriers - Merci (merci pour moi) - Les cris du cœur - Warum mein vater (pourquoi mon père) - Paris sur Scène – Palais des congrès (1982) - Le soleil des tropiques (1983) - Fière et nippone (1985) - Heureux qui communique (1988) - Bravo à Gérard Lenorman (1989) - Il y a... (1993) - Vos plus belles chansons (1994) - Les plus belles chansons françaises (1996) - Le monde de Gérard Lenorman (Triple compilation) (1998) - La raison de l'autre (2000) - Gérard Lenorman en concert (2003) - Gérard Lenorman LE BEST OF (2007) |